# 50 Number Ones

Capa do álbum.

50 Number Ones é um álbum de estúdio de George Strait.